# Хамза Кузнецов

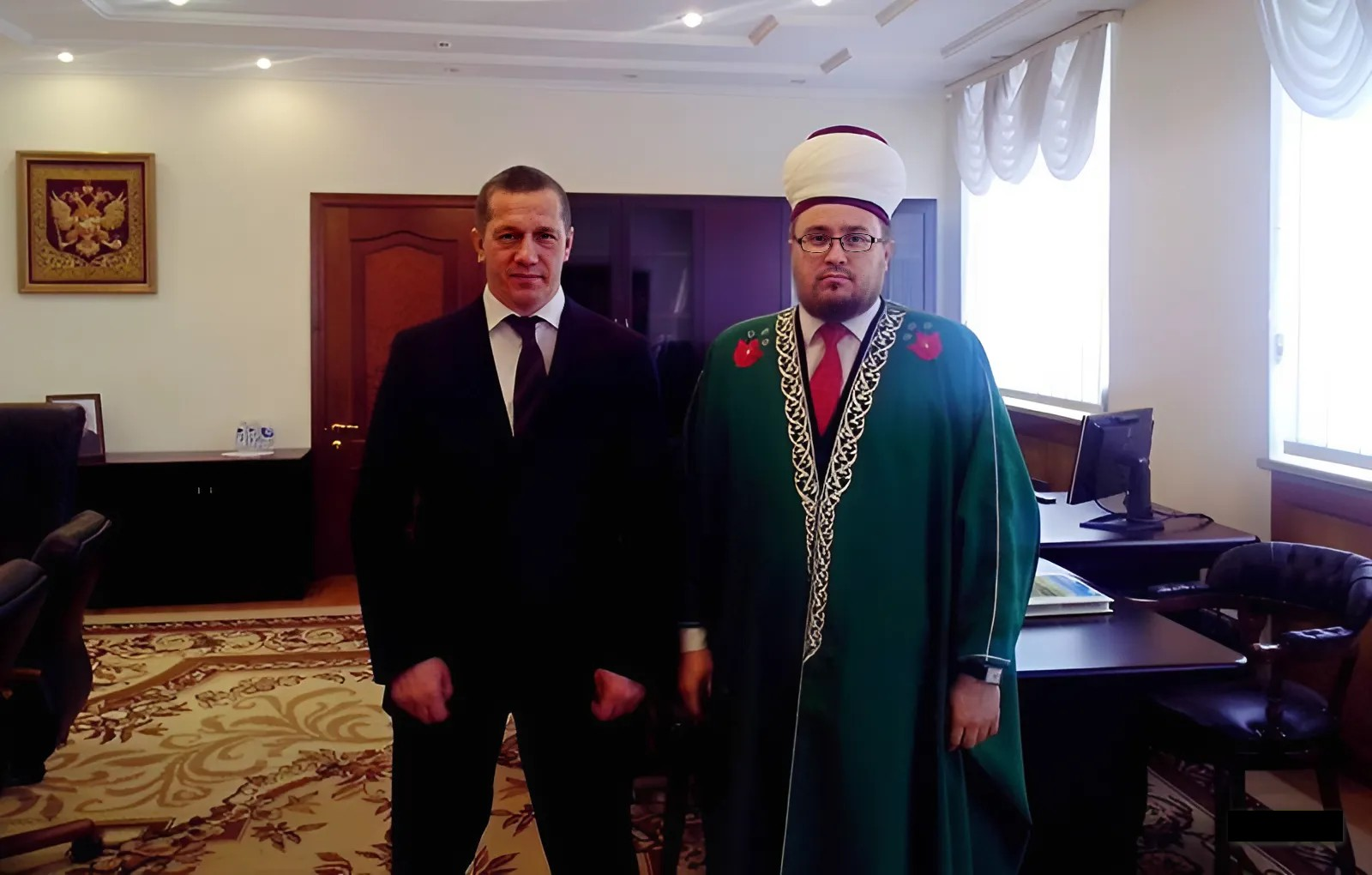
Хамза Кузнецов с Трутневым Ю.П. Заместитель председателя правительства Российской Федерации — полномочный представитель президента Российской Федерации в Дальневосточном федеральном округе

Муфтий Духовного управления мусульман г.Хабаровска.
Председатель Регионального патриотического движения Хабаровского края. 
Председатель Регионального общественного движения мусульман Хабаровского края "Содружество". 
Член совета Хабаровской городской национально-культурной автономии татар "Хабар".

### Биография
Кузнецов Хамза Андреевич, родился 24 октября 1981 г. в г. Хабаровск. Татарин.
В 3-х летнем возрасте переехал с семьёй в п. Чегдомын Хабаровского края.
После окончания 11 классов средней школы №6 п. Чегдомын в 1998 г. поступил в Монтажный техникум в г. Хабаровск.

В 2001 г. окончил техникум и 2 года работал по специальности.

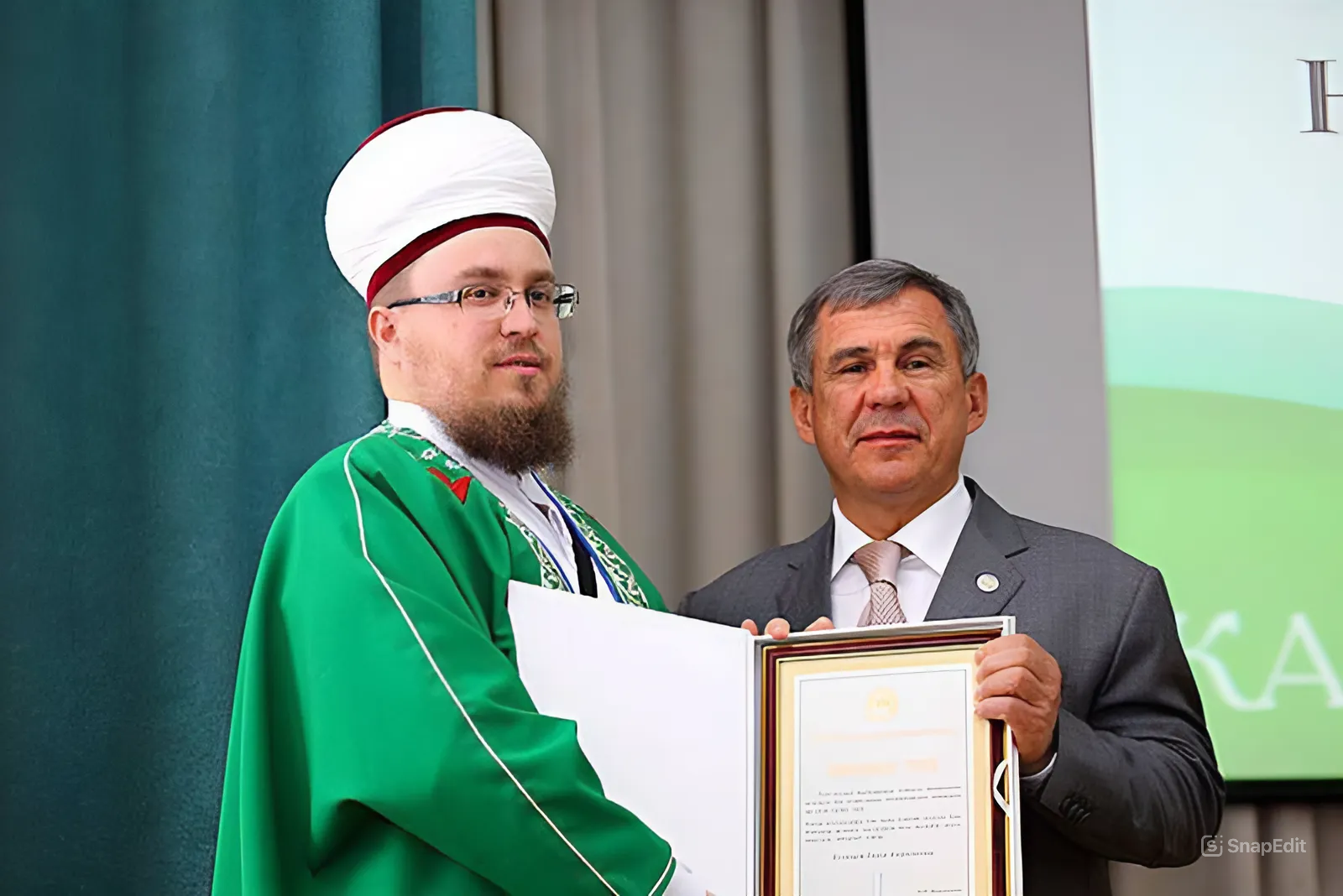
Хамза Кузнецов награждение от Президента Татарстана Р. Миннеханова

В 2003 г. поступил в филиал Уфимского Государственного Исламского Университета в г. Вятские поляны Кировской области.
В 2006 г. закончил учёбу, женился и был направлен обратно в Хабаровск.
С 2006 г. по 2008 служил преподавателем основ Ислама при Мечети города.
В 2008 г. Верховным Муфтием России назначен на должность Имама-хатыба г. Хабаровска. Стал основателем руководителем ММРО "Аль-Фуркан"
23.10.09 г. на съезде глав мусульманских организаций ЦДУМ России в ДФО единогласно выбран Муфтием Дальнего Востока.
С 1.01.2010 г. назначен полномочным представителем Верховного Муфтия России в ДФО.
С 2012-2014 г. член общественной палаты Хабаровского края первого созыва.
С 2012-2015 г. член общественного совета при Миграционной службе УФМС и УФССП по Хабаровскому краю

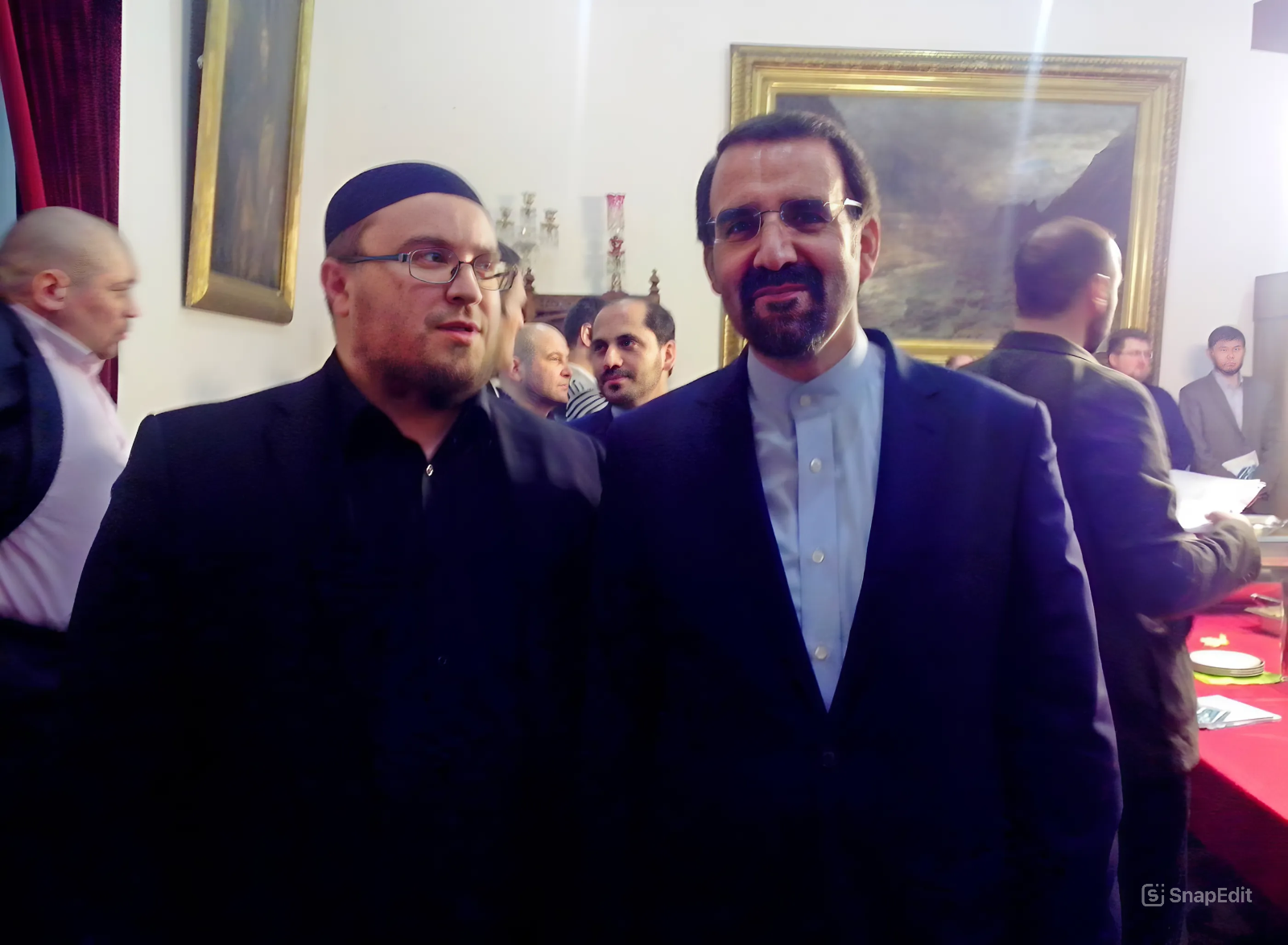
Хамза Кузнецов с Послом Ирана в РФ

В апреле 2015 основал Региональное общественное движение мусульман Хабаровского края "Содружество"
10.08.2024 является Муфтием Духовного управления мусульман г.Хабаровска

### Национальность
Мать татарка, отец русский. Свободно владеет татарским, русским и арабским языком. Воспитывался среди родственников по материнской линии. 
Под влиянием татарской культуры и обычаев в сознательном возрасте принял решение поступить в мусульманское училище (медресе) в г. Вятские поляны Кировской области, где живут его родственники по линии деда по материнской линии.

### Деятельность

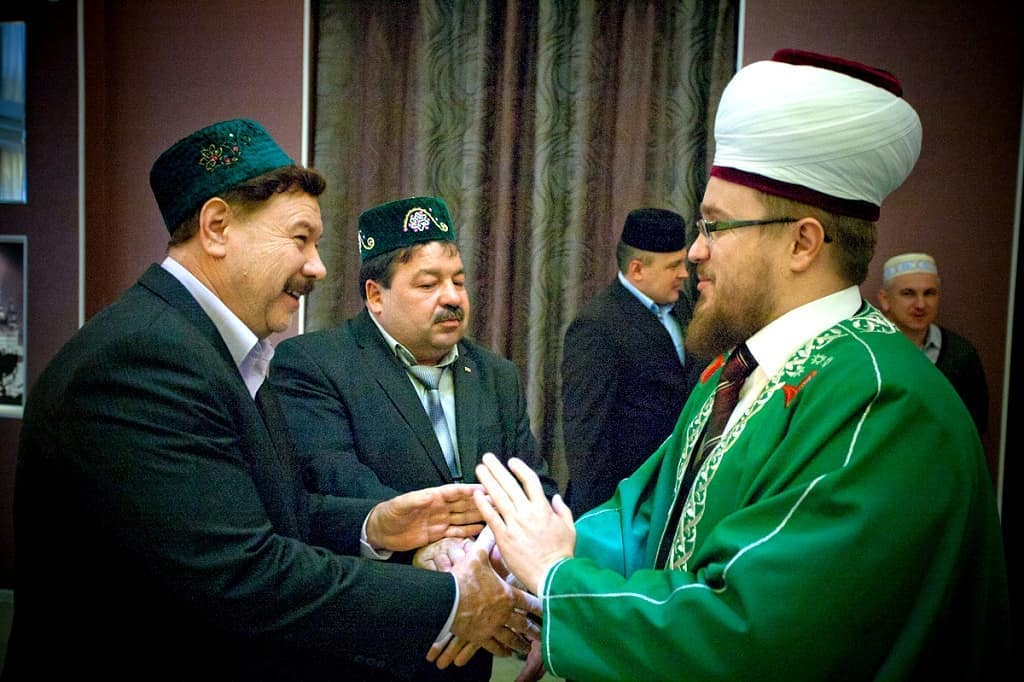
Хамза Кузнецов и татарское общество Хабаровска

Учился в медресе (филиал Уфимского исламского университета) с 2003 по 2006 год. Изучал шариат, фикх-уль-мукарин (сравнительная юриспруденция), историю ислама, грамматику арабского языка. Обучение проходил по таким книгам: Нуру-ль-изах, Кудури, Таджрид, Бадаиу-ссанаи, Хидая, Фатава-хиндия, Шарх Маани-ль-Асар Абу Джафара ат-Тахави.  
Сдал экзамены. В последствии неоднократно проходил повышение квалификации. По окончании учёбы был послан на родину в Хабаровск, для обучения основам Ислама прихожан Мечети. В 2008 году по распоряжению Верховного Муфтия России (ЦДУМ) зарегистрировал ММРО «Махалля-Аль-Фуркан» г. Хабаровска Хабаровского края ЦДУМ России. Начал духовное служение в должности Имам-хатыба этой организации, затем назначен Полномочным представителем Верховного муфтия ЦДУМ России в ДФО, избран Муфтием Дальнего Востока.  В 2014 году, из-за расхождения во взглядах с председателем ЦДУМ Таглатом Таджуддином, был снят со всех должностей в ЦДУМ. 

После расширенного собрания местной татарской общины Хабаровска в 2014 году, где было принято решение создать самостоятельное Духовное управление, Хамза продолжил религиозную и общественную деятельность, опираясь на местное татаро-башкирское население города.

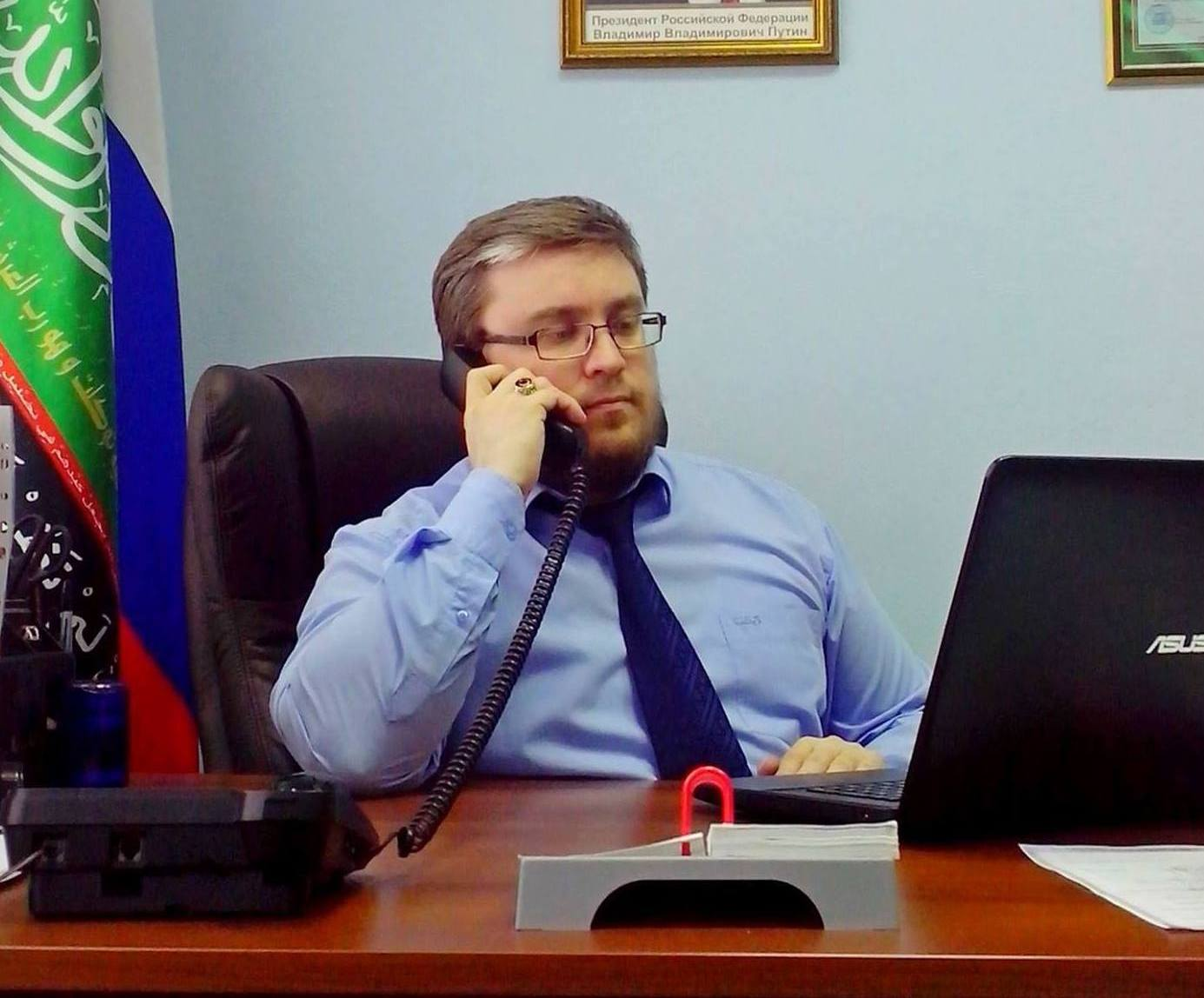

Женат, имеет 6 детей.